# 謝珀頓
謝珀頓（Shepperton）是英國英格蘭薩里郡的一個城鎮，位於查令十字西南15英里（24）。謝珀頓是倫敦郊區的衛星城之一。20世紀初期這裡的人口只有1,810人，2011年已經增加到接近10,000人。